# Associação Social Esportiva Índios Guarus 2022-2023
Questa voce raccoglie le informazioni riguardanti l'Associação Social Esportiva Índios Guarus nella stagione 2022-2023.

## Stagione
L'Associação Social Esportiva Índios Guarus utilizza la denominazione sponsorizzata Vedacit Vôlei Guarulhos nella stagione 2022-23.
Partecipa per la terza volta alla Superliga Série A: dopo il secondo posto in regular season, viene estromesso dalla corsa per il titolo ai quarti di finale, sconfitto dal Suzano, terminando l'annata al quinto posto. Esce di scena ai quarti di finale anche in Coppa del Brasile, in questo caso per mano del Minas, ottenendo un settimo posto finale. 
In ambito locale ottiene un quarto posto finale nel Campionato Paulista, dove non riesce a superare il Sesi in semifinale.

## Organigramma societario
Area direttiva
- Presidente: Anderson Marsili

Area tecnica
- Allenatore: Guilherme Novaes
- Assistente allenatore: Flávio Tavares
- Scoutman: Gustavo Henrique

Area sanitaria
- Fisioterapista: Aridone Borgonovo

## Rosa
| N° | Nome                  | Ruolo | Data di nascita  | Nazionalità sportiva |
| -- | --------------------- | ----- | ---------------- | -------------------- |
| 1  | Lucas Figueiredo      | S     | 20 aprile 1999   | Brasile              |
| 2  | Filipe Barbosa        | L     | 15 luglio 1992   | Brasile              |
| 3  | Pedro Cortal          | L     | 25 maggio 2004   | Brasile              |
| 4  | Franco Paese          | O     | 1º marzo 1990    | Brasile              |
| 5  | Sandro de Carvalho    | P     | 4 febbraio 1981  | Brasile              |
| 6  | Gabriel Armanelli     | O     | 2 gennaio 2000   | Brasile              |
| 7  | Lucas Lóh             | S     | 18 gennaio 1991  | Brasile              |
| 8  | Gustavo Cardoso       | P     | 28 giugno 2003   | Brasile              |
| 9  | Renato Russomanno     | S     | 5 gennaio 1983   | Brasile              |
| 10 | Victor Araújo         | C     | 14 maggio 1996   | Brasile              |
| 11 | Felipe Varela         | S     | 27 febbraio 2002 | Brasile              |
| 12 | Matheus da Cunda      | C     | 1º dicembre 1991 | Brasile              |
| 13 | Deivid Mota           | S     | 14 dicembre 1988 | Brasile              |
| 14 | Anderson Júnior       | S     | 15 dicembre 1997 | Brasile              |
| 15 | Yago Camargo          | S     | 9 maggio 2004    | Brasile              |
| 16 | João Pedro de Almeida | S     | 21 dicembre 2002 | Brasile              |
| 17 | Celso da Silva        | P     | -                | Brasile              |
| 20 | Rômulo Silva          | C     | 13 maggio 1995   | Brasile              |

## Statistiche

### Statistiche di squadra
| Competizione      | Punti | In casa | In casa | In casa | In trasferta | In trasferta | In trasferta | Totale | Totale | Totale |
| Competizione      | Punti | G       | V       | P       | G            | V            | P            | G      | V      | P      |
| ----------------- | ----- | ------- | ------- | ------- | ------------ | ------------ | ------------ | ------ | ------ | ------ |
| Superliga Série A | 45    | 12      | 9       | 3       | 12           | 6            | 6            | 24     | 15     | 9      |
| Coppa del Brasile | -     | 0       | 0       | 0       | 1            | 0            | 1            | 1      | 0      | 1      |
| Totale            | -     | 12      | 9       | 3       | 13           | 6            | 7            | 25     | 15     | 10     |

### Statistiche dei giocatori
| Giocatore       | Superliga Série A | Superliga Série A | Superliga Série A | Superliga Série A | Superliga Série A |
| Giocatore       | P                 | PT                | AV                | MV                | BV                |
| --------------- | ----------------- | ----------------- | ----------------- | ----------------- | ----------------- |
| V. Araújo       | 21                | 158               | 122               | 33                | 3                 |
| G. Armanelli    | 13                | 6                 | 4                 | 1                 | 1                 |
| F. Barbosa      | 24                | 0                 | 0                 | 0                 | 0                 |
| Y. Camargo      | 0                 | 0                 | 0                 | 0                 | 0                 |
| G. Cardoso      | 19                | 0                 | 0                 | 0                 | 0                 |
| P. Cortal       | 0                 | 0                 | 0                 | 0                 | 0                 |
| M. da Cunda     | 24                | 194               | 132               | 59                | 3                 |
| C. da Silva     | 0                 | 0                 | 0                 | 0                 | 0                 |
| J.P. de Almeida | 0                 | 0                 | 0                 | 0                 | 0                 |
| S. de Carvalho  | 24                | 29                | 3                 | 18                | 8                 |
| L. Figueiredo   | 24                | 116               | 104               | 7                 | 5                 |
| A. Júnior       | 0                 | 0                 | 0                 | 0                 | 0                 |
| L. Lóh          | 24                | 221               | 184               | 31                | 6                 |
| D. Mota         | 10                | 6                 | 5                 | 0                 | 1                 |
| F. Paese        | 24                | 531               | 477               | 37                | 17                |
| R. Russomanno   | 23                | 78                | 72                | 4                 | 2                 |
| R. Silva        | 14                | 38                | 27                | 7                 | 4                 |
| F. Varela       | 9                 | 0                 | 0                 | 0                 | 0                 |

P = presenze; PT = punti totali; AV = attacchi vincenti; MV = muri vincenti; BV = battute vincenti

NB: Non sono disponibili i dati relativi alla Coppa del Brasile e, di conseguenza, quelli totali.